# Хейвуд, Элиза
Элиза Хейвуд (ок. 1693-25 февраля 1756) — английская писательница, актриса и издатель. Интерес к её работам (которых было всего около семидесяти) возрос с 1980-х годов. Создавала драматические и художественные тексты, переводы континентальных романов, писала стихи, пособия по этикету, выпускала периодическое издание (The Female Spectator, The Parrot). Сегодня наиболее известна как романист.

## Биография
Единственный достоверно установленный факт в биографии Хейвуд — дата её смерти. Актёрскую карьеру она начала в 1715 году в дублинском театре. Многие биографические данные о жизни Хейвуд не могут быть подтверждены или же являются спекуляциями.